# عقوبة الإعدام في قطاع غزة
عقوبة الإعدام في قطاع غزة هي عقوبة مستمدة من الشريعة الإسلامية التي يحكم بها القضاء في قطاع غزة، وتُنفذ كعقوبة لخمس عشرة جريمة يحددها قانون العقوبات الانتدابي رقم 74 لسنة 1936 والمعدل بقرار الحاكم العام المصري رقم 555 لسنة 1957، ويغلب عليها كونها قضايا سياسية تمس أمن الدولة.
حتى ديسمبر 2018، أُصدرت محاكم قطاع غزة 186 حكمًا بالإعدام، منها 128 حكمًا بعد عام 2007.

## التاريخ

### الإعدام في قطاع غزة قبل 2007
أصدرت محكمة أمن الدولة في غزة والتي تشكلت عام 1995، عدة أحكام بالإعدام بحق ثمان أشخاص كانت على النحو: 3 في عام 1995، و3 في عام 1997، و2 في عام 1999 وكانت كلها في قضايا قتل. لم تنفذ جميعها.

### الإعدام في قطاع غزة بعد 2007
وفقًا لتقرير منظمة العفو الدولية، أعدمت حركة حماس نحو 23 فلسطينيًا في قطاع غزة خلال الحرب على غزة 2014. وبحسب المنظمة أيضًا، كان 16 منهم قد سجنوا قبل الحرب. من بين الذين أعدموا، 6 قتلوا خارج مسجد أمام مئات المتفرجين.[بحاجة لمصدر]
أفاد المركز الفلسطيني لحقوق الإنسان في ديسمبر 2015 أن حركة حماس أصدرت تسعة أحكام بالإعدام في 2015. وحكمت على أربعة من بالإعدام خلال الأسابيع الأولى من عام 2016، وكلهم بسبب التخابر.
منذ بداية عام 2020 وحتى 19 يوليو 2020، أصدرت محاكم قطاع غزة 6 أحكام بالإعدام بحق ستة أشخاص، في حين تم تأييد حكم الإعدام بحق أربعة محكومين.